# Worlds of Wonder (rollspel)
Worlds of Wonder är ett amerikanskt rollspel skrivet av bland andra Steve Perrin, Steve Henderson och Gordon Monson. Det är inte skrivet med någon speciell spelvärld eller spelgenre i tankarna utan är ett generiskt system avsett att kunna användas till vilken genre som helst. Även om det är genrelöst så innehåller det tips och specifika regler för spel i tre av de vanligare spelgenrena; fantasy, science fiction och superhjältar. Själva spelet bestod av tre olika häften som var och en beskrev en av genrerna ovan, kallade; Magic World, Future World och Superworld. Den sistnämnda gavs så småningom ut som ett eget spel.
Det svenska rollspelet Drakar och Demoners första utgåva från 1982 var en licensierad översättning av Magic World.
Spelsystemet i Worlds of Wonder är det så kallade Basic Roleplaying-systemet, vanligt förkortat till BRP, vilket används av i stort sett alla spel producerade av tillverkaren Chaosium Inc.